# Henri-Zacharie Desgouttes
Henri-Zacharie Desgouttes, né à Genève le 8 octobre 1762 et mort le 1er décembre 1834 dans la même ville, fut le premier préfet des Vosges en 1800.

## Biographie
Henri-Zacharie Desgouttes naquit dans une famille protestante Genevoise dont l'origine se trouvait en France à Saint-Symphorien-sur-Coise, autrefois Saint-Symphorien-le-Châtel, dont l'ancêtre Jérôme Desgouttes quitta Lyon après la Saint-Barthélemy.
Il avait été en 1796 député extraordinaire de la République en poste à Paris. Envoyé à Paris en 1796, il se lie d'amitié avec Carnot. Lorsque Carnot sera en disgrâce il trouvera refuge en Allemagne mais aussi à Genève chez Desgouttes après le coup d'État du 18 fructidor.
Banquier  de son état, Henri-Zacharie fut nommé préfet des Vosges à Épinal le 11 ventôse an VIII. Sa première tâche de préfet fut de faire publier une Statistique du département des Vosges, publiée en 1802 et rééditée en 2012. 
Il sera pendant quatre ans consul de France en Suède. Le 12 juin 1804, il épouse Sophie Blancard ; ils auront quatre enfants.
Il fut préfet de la Drôme en 1815 pendant les Cent-Jours.

## Distinctions
Zacharie Desgouttes était Chevalier de la Légion d'honneur.

## Sources
- Félix Bouvier, Biographie générale vosgienne, 1889
- André Palluel-Guillard, L'aigle et la croix : Genève et Savoie 1798-1815, Yens sur Morges/Saint-Gingolph, Cabédita, coll. « Archives vivants », novembre 1999, 662 p. (ISBN 2-88295-260-0, BNF 37561192, présentation en ligne)